# 渤海站
渤海站，位于中华人民共和国辽宁省盘锦市兴隆台区，是沟海铁路、三渤铁路上的火车站，建于1970年，因进行配套改造工程、目前暂停客运业务，由沈阳铁路局管辖。

## 車站周邊
- 兴隆台区第六小学

## 歷史
- 建于1970年。